# فارشافيانكا (غواصة)
فارشافيانكا (المعروفة أيضًا باسم مشروع 636) هي غواصة هجومية من طراز كيلو (ديزل-كهربائية)، صُممت في الاتحاد السوفيتي خلال أواخر السبعينيات. تُعرف في حلف الناتو باسم "Kilo-class"، وغالبًا ما يُشار إليها بلقب "القاتل الهادئ" بسبب انخفاض مستوى الضوضاء الصادرة عنها، ما يمنحها قدرات عالية في التخفي.
تُستخدم غواصات فارشافيانكا في عمليات مكافحة السفن والغواصات المعادية، وكذلك في حماية القواعد البحرية وخطوط الاتصال البحرية. تتميز بقدرتها على تتبع الأهداف لعدة أسابيع، كما يمكن تسليحها بصواريخ مجنحة أو طوربيدات.
تُعد مناسبة للعمل في المناطق البحرية الضحلة أو المغلقة، مثل البحار الداخلية. وتواصل البحرية الروسية تشغيل هذا الطراز، حيث تمتلك حاليًا ما يقارب 24 غواصة من هذا النوع.

## المواصفات الفنية والتكتيكية
- السرعة على سطح الماء: 17 عقدة بحرية
- السرعة تحت الماء: 20 عقدة بحرية
- عمق الغوص العملي: 240 مترًا
- عمق الغوص الأقصى: 300 متر
- مدة الإبحار المستقل: حتى 45 يومًا
- عدد أفراد الطاقم: 57 فردًا
- الحمولة على سطح الماء: 2,300 طن
- الحمولة تحت سطح الماء: 3,950 طن
- الطول: 76.2 مترًا

- العرض الأقصى: 9.9 أمتار

## أسلحة الطوربيد
- تحتوي الغواصة على 6 أنابيب طوربيد من عيار 533 ملم، يتم تعميرها أوتوماتيكيًا.

- يمكن أن تحمل الغواصة ما يصل إلى 18 طوربيدًا يتم تعميرها يدويًا، أو 24 لغمًا بحريًا بدلًا من الطوربيدات، حسب المهمة المطلوبة.

## أسلحة الصواريخ
- مزودة بصواريخ مضادة للسفن من طراز "زي إم-54 إي" (3M54E)، تستخدم لضرب الأهداف البحرية بدقة.

- تحمل الغواصة 4 أطقم من صواريخ الدفاع الجوي من نوع "ستريلا-3" (Strela-3)، مخصصة للدفاع عن نفسها ضد الهجمات الجوية.

## المشغلون
- الإتحاد السوفياتي — حاليًا، تشتغل 10 من المشاريع 636 و636َM.[1]
- روسيا — تُشغّل 6 غواصات من مشروع 636.3 حاليًا من قِبل أسطول البحر الأسود الروسي.[2] 5 منها، وَواحدة قيد الإنشاء لـ أسطول المحيط الهادئ[3]، تم طلب 1 وحدة ل أسطول البلطيق و 3 ل الأسطول الشمالي.
- فيتنام — تُشغّل حاليًا 6 من مشروع 636.1.
- جزائر — تُشغّل حاليًا 4 من مشروعي 636M و636.1.[4][5]